# Arfeuilles

Arfeuilles este o comună în departamentul Allier din centrul Franței. În 1 ianuarie 2022 avea o populație de 610 de locuitori.